# Donaualtwasser Staatshaufen
Koordinaten: 48° 46′ 17″ N, 13° 0′ 16″ O

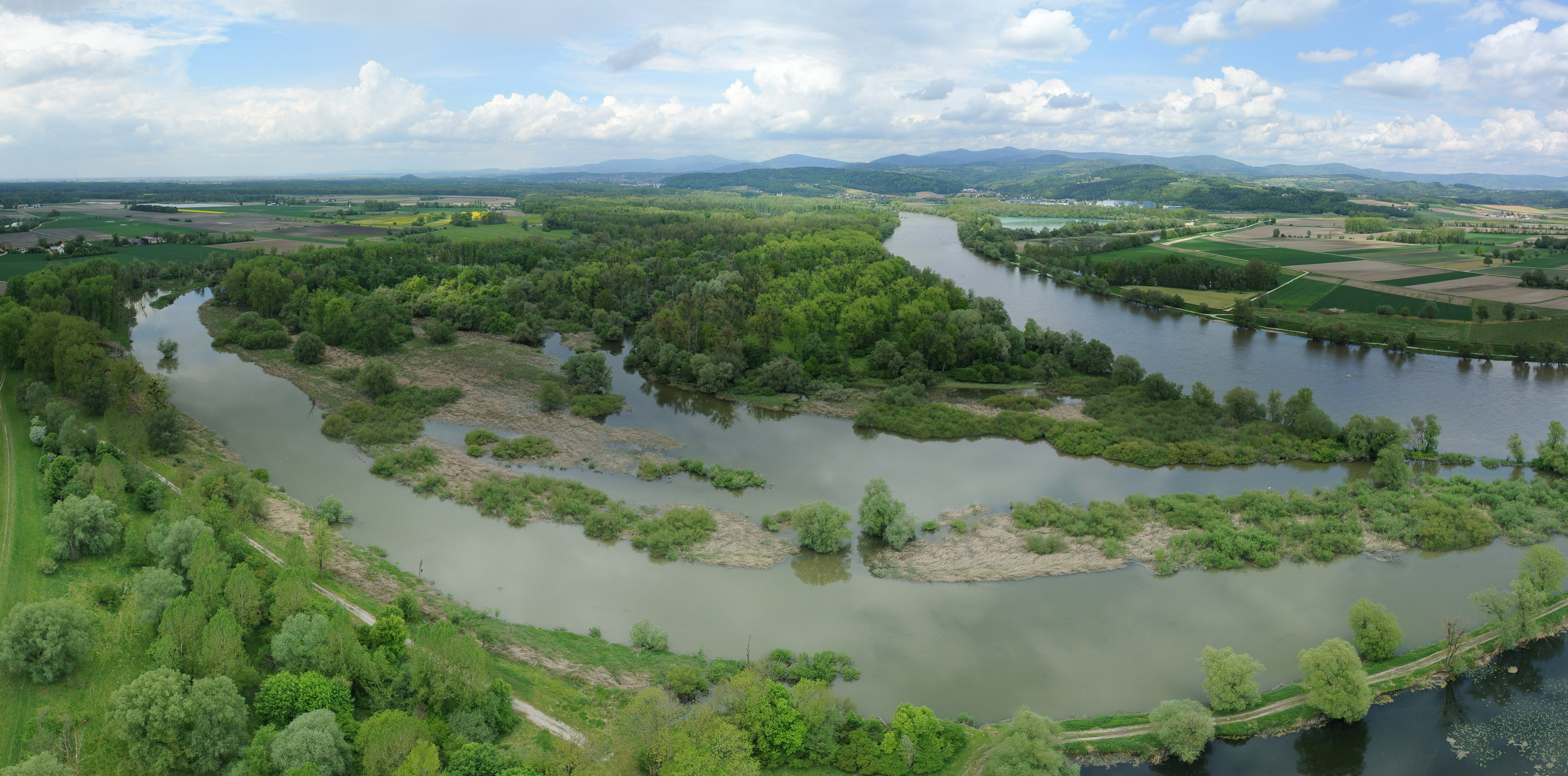
Naturschutzgebiet Donaualtwasser Staatshaufen (Mai 2017)

Das Naturschutzgebiet Donaualtwasser Staatshaufen liegt im Landkreis Deggendorf in Niederbayern. Es ist Teil des Landschaftsschutzgebiets Untere Isar, des FFH-Gebiets Donauauen zwischen Straubing und Vilshofen und des Vogelschutzgebiets Donau zwischen Straubing und Vilshofen.
Das Naturschutzgebiet erstreckt sich nordwestlich von Niederaltaich entlang der östlich fließenden Donau. Östlich verläuft auch die DEG 42 und nordöstlich die A 3.

## Bedeutung
Das rund 58 ha große Gebiet mit der Nr. NSG-00196.01 wurde im Jahr 1994 unter Naturschutz gestellt.